# Luverne (Minnesota)
Luverne település az Amerikai Egyesült Államok Minnesota államában, Rock megyében, melynek megyeszékhelye is. Lakosainak száma 4946 fő (2020. április 1.).

## Népesség
A település népességének változása:

| 2010 | 4 745 |
| 2020 | 4 946 |